# Aleksandar Luković
Aleksandar Luković (en serbio: Александар Луковић; Kraljevo, Serbia, 23 de octubre de 1982) es un exfutbolista y entrenador serbio. Actualmente es el entrenador del FK Radnički Kragujevac desde el 2025.

## Selección nacional
A nivel internacional, ha jugado 23 partidos para la selección de fútbol de Serbia de 2006 a 2012, habiendo jugado anteriormente 5 partidos para la selección de fútbol de Serbia y Montenegro en 2005. Compitió en la Copa Mundial de Fútbol de 2010, en el que Serbia quedó eliminada en la fase de grupos, jugando el primer partido contra Ghana, en el que recibió una tarjeta roja, y luego el tercer partido contra Australia.

### Participaciones en Copas del Mundo
| Mundial                        | Sede      | Resultado      |
| ------------------------------ | --------- | -------------- |
| Copa Mundial de Fútbol de 2010 | Sudáfrica | Fase de grupos |

## Clubes

### Como jugador
| Club                      | País                | Año         |
| ------------------------- | ------------------- | ----------- |
| F. K. Sloga Kraljevo      | Serbia y Montenegro | 1999 - 2002 |
| Estrella Roja de Belgrado | Serbia y Montenegro | 2002 - 2006 |
| F. K. Jedinstvo Ub        | Serbia y Montenegro | 2003 - 2004 |
| Udinese C.                | Italia              | 2006 - 2010 |
| Ascoli C. 1898 F. C.      | Italia              | 2006        |
| Zenit de San Petersburgo  | Rusia               | 2010 - 2014 |
| Estrella Roja de Belgrado | Serbia              | 2015 - 2017 |

### Como entrenador
| Club                   | País   | Año         |
| ---------------------- | ------ | ----------- |
| Serbia U16             | Serbia | 2021 - 2022 |
| Serbia U17             | Serbia | 2022 - 2023 |
| Serbia U19             | Serbia | 2023 - 2025 |
| FK Radnički Kragujevac | Serbia | 2025 -      |

## Palmarés

### Títulos nacionales
| Título                                     | Club                      | País                | Año     |
| ------------------------------------------ | ------------------------- | ------------------- | ------- |
| Copa de la República Federal de Yugoslavia | Estrella Roja de Belgrado | Serbia y Montenegro | 2001-02 |
| Primera División de Serbia y Montenegro    | Estrella Roja de Belgrado | Serbia y Montenegro | 2005-06 |
| Copa de Serbia y Montenegro                | Estrella Roja de Belgrado | Serbia y Montenegro | 2005-06 |
| Liga Premier de Rusia                      | Zenit de San Petersburgo  | Rusia               | 2010    |
| Supercopa de Rusia                         | Zenit de San Petersburgo  | Rusia               | 2011    |
| Liga Premier de Rusia                      | Zenit de San Petersburgo  | Rusia               | 2011-12 |
| Superliga de Serbia                        | Estrella Roja de Belgrado | Serbia              | 2015-16 |